# Ксаверово (Черкасская область)
Ксаве́рово (укр. Ксаверове) — село в Городищенском районе Черкасской области Украины.
Население по переписи 2001 года составляло 537 человек. Занимает площадь 2,0675 км². Почтовый индекс — 19516. Телефонный код — 4734.

## Местный совет
19516, Черкасская обл., Городищенский р-н, с. Ксаверово, ул. Центральная, 47